# Simpang (Bakongan Timur)
Simpang is een bestuurslaag in het regentschap Aceh Selatan van de provincie Atjeh, Indonesië. Simpang telt 451 inwoners (volkstelling 2010).